# Stenoporpia coolidgearia
Stenoporpia coolidgearia là một loài bướm đêm trong họ Geometridae.